# Conus bruuni
Conus bruuni é uma espécie de gastrópode do gênero Conus, pertencente à família Conidae.